# تشم نور
تشم نور هي قرية في مقاطعة لنجان، إيران. عدد سكان هذه القرية هو 1,538 في سنة 2006.